# 노은농수산물도매시장
노은농수물도매시장은 대전광역시 유성구 노은동에 위치한 도매시장이다. 대전광역시청 산하기관으로 등록되어 있다. 청과물이 주 거래 대상이긴 하지만, 어류나 육류에 대해서도 도매 거래를 하고 있다. 관리사무소, 하나은행 노은시장 출장소 등 주요 시설은 가장 큰 건물인 청과물동의 2층에 위치하고 있다.

## 개요
- 위치 : 대전광역시 유성구 노은동로 33
- 개장일 : 2001년 7월 20일
- 건설기간 : 1995년 5월 ~ 2001년 4월
- 건설비 : 945억원(국고 379억원, 지방비 566억원)
- 1일 최대처리능력 : 1,065톤(과일 355, 채소 710)
- 입주도매 시장법인 : 대전중앙청과㈜, 대전원예농협노은농산물 공판장 등

## 시설현황
1. 청과물동
2. 트럭판매동
3. 양념류판매동
4. 관련상가동
5. 환경관리동
6. 기타